# Betriebshof Lierenfeld
Der Betriebshof Lierenfeld der Rheinbahn, des kommunalen Düsseldorfer Verkehrsunternehmens, befindet sich auf dem früheren Gelände der Mannesmannröhren-Werke im Stadtteil Lierenfeld in Düsseldorf (Nordrhein-Westfalen). Er wird sowohl für Busse als auch für Schienenfahrzeuge genutzt und ist der größte Bus- und Bahnbetriebshof Deutschlands.
Die Anlage an der Lierenfelder Straße 40 wurde am 29. November 1991 eröffnet und ersetzte die Betriebshöfe in Derendorf und (ab 1992) Wersten. Der Betriebshof besitzt zwei Abstellhallen, zwanzig Gleise und fünf Werkstattgleise sowie Lackhalle, Waschanlage und eine Sandanlage.
Im Betriebsgebäude befinden sich eine Kantine, eine Kleiderkammer und mehrere Büros. Seit 2017 ist die Verwaltung direkt neben dem Betriebshof auf der Lierenfelder Straße.